# Косто Георгиев
Косто Георгиев е български революционер, деец на Вътрешната македоно-одринска революционна организация.

## Биография
Косто Георгиев е роден през 1876 година в град Враца, което тогава е в Османската империя. Присъединява се към ВМОРО и действа с чета в кривопаланечко през 1905 година.
| Чета на Косто Георгиев, декември 1905 година | Чета на Косто Георгиев, декември 1905 година | Чета на Косто Георгиев, декември 1905 година | Чета на Косто Георгиев, декември 1905 година | Чета на Косто Георгиев, декември 1905 година |
| Номер                                        | Име                                          | Селище                                       | Околия                                       | Забележка                                    |
| -------------------------------------------- | -------------------------------------------- | -------------------------------------------- | -------------------------------------------- | -------------------------------------------- |
| 1.                                           | Косто Георгиев                               | Враца                                        |                                              |                                              |
| 2.                                           | Мано Захов                                   | Дулица                                       | Кочанска                                     |                                              |
| 3.                                           | Пандо Константинов                           | Кюстендил                                    |                                              |                                              |
| 4.                                           | Зафир Младенов                               | Нивичани                                     | Кочанска                                     |                                              |
| 5.                                           |                                              | Безиково                                     |                                              | [ 1 ]                                        |

При избухването на Балканската война в 1912 година е доброволец в Македоно-одринското опълчение в 4 рота на 9 велешка дружина.